# Musaza (Sektor)
Musaza (Kinyarwanda Umurenge wa Musaza) ist einer von 12 Sektoren im Distrikt Kirehe in der Ostprovinz von Ruanda.

## Geographie
Musaza hat eine Fläche von 91,4 km² und liegt auf einer Höhe von etwa 1560 m. Der Sektor unterteilt sich in die fünf Zellen Gasarabwayi, Kabuga, Mubuga, Musaza und Nganda. Nachbarsektoren sind im Norden Kirehe, im Osten Kigarama und im Westen Gatore.

## Bevölkerung
Zur Volkszählung von 2022 betrug die Einwohnerzahl 30.095. Zehn Jahre zuvor waren es 25.444, was einem jährlichen Bevölkerungszuwachs von 1,7 Prozent zwischen 2012 und 2022 entspricht.

## Verkehr
Durch den Sektor verläuft eine District Road.